# Ummidia richmond
Ummidia richmond — вид мігаломорфних павуків родини Halonoproctidae. Описаний у 2021 році.

## Поширення
Ендемік американського штату Флорида. Вид названий на честь Військової авіаційної станції Річмонд, поблизу якої виявлений голотип.

## Опис
Тіло самця завдовжки 0,7-0,8 см.